# Escrita protossinaítica
O alfabeto protossinaítico, também chamado  alfabeto protocananeu, é um dos alfabetos mais antigos conhecidos. Esse é, através de derivações e modificações sucessivas, a origem da genealogia da maior parte dos alfabetos usados hoje.
Esse é um alfabeto linear a não ser confundido com as escritas Linear A ou Linear B. Em oposição à escrita cuneiforme, apresenta somente 23 símbolos distintos pictográficos, o que indicaria não se tratar de um silabário. Teria se derivado dos hieróglifos, pois mais da metade dos caracteres pode ser relacionada com correspondentes protótipos egípcios. Alguns  pesquisadores acreditam que não se trataria de um silabário degenerado, onde cada símbolo representaria uma consoante seguida de uma vogal qualquer e, assim, seria de fato um abjad. Os caracteres de letras únicas dos egípcios parecem ter influenciado muito no alfabeto proto-sinaítico.

## Origens
Ignora-se quem e onde teria criado esse primitivo alfabeto. Acredita-se que se trate de uma adaptação da escrita egípcia antiga criada para transliterar essa escrita para os muitos operários que falavam uma ou mais línguas semíticas e trabalhavam no Sinai que era uma posse do Egito Antigo. Essa escrita deve ter surgido por volta do final Império Médio ou durante o Segundo Período Intermediário que se seguiu. As inscrições mais antigas datam de cerca 1700 anos a.C., embora valie-se que já existissem desde 1900 a.C. Foram encontrados no sítio arqueológico de Serabit el-Khadim, no Sinai, e por toda essa região, muitos objetos cobertos por tais inscrições. Foi o egiptólogo inglês Alan Gardiner que, em 1916,  decifrou essa escrita. Chama-se geralmente da proto-sinaítica  também todas escritas não decifradas mais antigas datando da metade da Idade do Bronze (entre 2000 e 1525 a.C.) e proto-cananéias aquelas do fim da Idade do Bronze (1525 e 1200 a.),  escritas em línguas semíticas.
A origem egípcia dessa escrita é corroborada por outro índice, o chamado princípio acrofônico, sendo confirmada por um grande número de símbolos. Verificou-se que esses símbolos podem estar ligados a símbolos egípcios dos quais seriam originários.  Caso tomarem-se os nomes semíticos de cada símbolo, constata-se que seu valor fonético corresponde ao som inicial da palavra semita (isso é a dita“acrofonia”). Isso é explicado supondo que quem desenvolveu tal alfabeto seriam falantes semitas que conheciam bem o significado dos hieróglifos.
Como exemplo,  o pictograma que representa uma casa e que era chamada *bēt em semita, deriva do símbolo hieroglífico pela mesma palavra, utilizada para transcrição do fonema  /b/.
A comparação com o alfabeto fenício, ulterior, mostra que este último deriva do alfabeto linear proto-cananeu, bem como do sul-arábico que não segue a  ordem alfabética tradicional das línguas levantinas, o que já atestado pelo comparação com o alfabeto ugarítico.

## Características
Esse abjad apresentava pictogramas para 23 sons consoantes, o sentido de escrita era variável.

## Nota
1. ↑  [Omniglot - Proto-Sinaítico http://www.omniglot.com/writing/protosinaitic]